# Murat Günak
Murat Günak, né le 9 août 1957 à Istanbul, est l'ancien concepteur en chef de Volkswagen. Sur base d'un mandat par sa société de consultance MGMO GmbH il devint PDG de Mindset AG entre juillet 2008 et janvier 2009.

## Biographie
Günak a étudié au Royal College of Art à Londres sous la direction de Claude Lobo et Patrick Le Quément.
Il a dessiné divers modèles de Mercedes-Benz, tels que la première classe C et la première SLK. Il a aussi travaillé pour Peugeot, sur la 206 CC, la 307 et la 607 et a dessiné des modèles Volkswagen tels que la Passat CC et la Golf V.
Il fut remplacé chez Volkswagen par son ancien employé, Walter de'Silva.
Il a travaillé sur le projet de véhicule électrique appelé Mia electric en France.
Après 2018, Murat Günak travaille avec le constructeur automobile turc Togg afin de dessiner la Togg T10X, un SUV 100% électrique, en collaboration avec la firme Pininfarina.